# Brandon Currie
Brandon Currie (Fullerton, 9 luglio 1985) è un pilota motociclistico statunitense partecipante al campionato AMA Supermoto dall'età di 19 anni, dove ha vinto un titolo Lites (250cc) nel 2007 su Yamaha. Con questo titolo è uno dei più giovani campioni AMA Supermoto della storia del campionato.
Dal 2006 corre nel team ufficiale Yamaha Graves Motorsports, divenuto clienti dal 2009 supportato dallo sponsor Monster Energy Drink.

## Palmarès
- 2004: 15º posto Campionato AMA Supermoto (su Kawasaki)
- 2005: 2º posto Campionato AMA Supermoto Lites (su Kawasaki)
- 2006: 2º posto Campionato AMA Supermoto Lites (su Yamaha)
- 2007: Campione AMA Supermoto Lites (su Yamaha)
- 2007: 13º posto X-Games Supermoto di Los Angeles (su Yamaha)
- 2008: 9º posto Navy Moto-X World Championship (su Yamaha)
- 2008: Campione AMA Supermoto Lites (su Yamaha)
- 2008: Medaglia di bronzo X-Games Supermoto di Los Angeles (su Yamaha)
- 2009: 3º posto Campionato AMA Supermoto (su Yamaha)
- 2009: 28º posto Superbikers di Mettet (su Yamaha)
- 2009: 6º posto X-Games Supermoto di Los Angeles (su Yamaha)